# Кожни рецептори
Кожни рецептор је тип сензорног рецептора који се налази у кожи (дермис или епидермис). Они су део соматосензорног система. Кожни рецептори укључују механорецепторе (притисак или изобличење), ноцицепторе (бол) и терморецепторе (температура). Епидермис је веома еластична, деликатна и осетљив слој коже. Дермис садржи нервна влакна, крвне судове и везивно ткиво (које садржи колаген заслужан за чврстину коже). Поткожно ткиво садржи масне ћелије, представља топлотну заштиту и изолацију и штити унутрашње органе од механичких удара.

## Механоцептори
| Назив              | Функција                                                                                                | Локализација                                                | Тип адаптације | Влакна    |
| ------------------ | --- | ----------------------------------------------------------- | -------------- | --------- |
| Руфинијева телашца | Реагују на истезање.                                                                                    | У глаткој и маљавој кожи.                                   | Тонични        | Aβ влакна |
| Мајснерова телашца | Препознавање облика и просторна дискриминација.                                                         | У наборима глатке коже (врхови прстију).                    | Фазични        | Aβ влакна |
| Меркелови дискови  | Информације о притиску, положају и дубоким статичким карактеристикама додира као што су облици и ивице. | У покожици.                                                 | Тонични        | Aβ влакна |
| Краузеова телашца  | Детектују притисак.                                                                                     | На прелазу коже у мукозну мембрану; око усана и гениталија. | Фазични        | Aβ влакна |
| Пачинијева телашца | Детектују велике промене притиска и вибрације на кожи.                                                  | У глаткој и маљавој кожи.                                   | Фазични        | Aβ влакна |

## Терморецептори
Брзина хемијских реакција у ћелијама зависи од температуре. Ензимски системи у ћелијама већине животиња најефикаснији су у уском опсегу температура око 37 степени. На нижим температурама, ћелијски системи се успоравају или престају. Висока темпратура такође успорава ћелијске процесе. Одржање сталне телесне температуре је један од најбитнијих аспеката одржања телесне хомеостазе. Животиње могу бити ендотермне (птице и сисари који одржавају телесну температуру независно од спољашње, услед метаболичких процеса) и ектотермне (све остале животиње које преузимају топлоту из спољашње средине). Због улоге температуре у преживљавању, код животиња су се развиле специјализоване рецепторске структуре за надгледање температуре. Периферни терморецептори налазе се у кожи и реагују на промене температуре коже, док се централни налазе у мозгу и реагују на промене температуре у крви.
Периферни су специјализовани нервни рецептори у кожи. Руфинијева телашца и Краузеова телашца су по морфолошкој вредности учаурени нервни завршеци. Неки терморецептори су и слободни нервни завршеци. Руфинијева телашца се активирају при повећању температуре (рецептори за топло), док се Краузеова телашца активирају при смањењу температуре коже, па се називају рецептори за хладно. Разлика између ова два типа рецептора огледа се и у типу сензитивног нервног влакна чији завршетак има улогу рецептора. Рецептори за хладно су по правилу Aδ и С нервна влакна, док рецептори за топло представљају завршетке С нервних влакана, која спорије проводе нервне импулсе. Ћелијска тела ових аксона налазе се у ганглијама дорзалних коренова мождинских нерава.
Рецептори за топло активирају се на температурама између 25 и 50 степени, са максимумом импулсације на 45. Рецептори за хладно реагују на опсег температура 20 до 45 степени, са максимумом импулсације на 30. На сталној температури коже, која је нешто нижа од телесне температуре и изности 35 степени, оба типа терморецептора реагују истом фреквенцијом акционих потенцијала. Смањењем температуре коже ће рецептори за хладно повећати фреквенцију импулсације, а рецептори за топло ће је смањити. Информације о промени температуре долазе из две популације терморецептора. На сваку вредност температуре коже у опсегу од 20-50 степени два типа терморецептора реагују генезом специфичне комбинације фреквенција акционих потенцијала. Овакав начин кодирања информација о јачини или квалитету дражи, диференцијалном активацијом различитих субпопулација истог рецептора назива се кооперација рецептора и налази се код свих типова рецептора. Промене температуре коже ван овог опсега активирају ноцицепторе и перципирају се као болни стимулус.
Осетљивост терморецептора на промене температуре условљена је присуством специфичних ТРП канала који су директно осетљиви на промене температуре. До сада је идентификовано шест ТРП канала осетљивих на промене температуре. На рецепторима за хладно налазе се ТРПМ8 и ТРПА1 канали који почињу да се отварају при температурама од око 25 и 20 степени са смањењем температуре повећавају своју отвореност. На влакнима који имају улогу рецептора за топло налазе се ТРПВ4, ТРПВ3, ТРП1, ТРП2 који почињу да се отварају на температурама 30, 32, 42 и 50 степени и са повећањем температуре повећавају своју отвореност/проводљивост. Свако терморецепторско влакно садржи једну врсту ТРП канала, што условљава различиту осетљивост коже на промену температуре. Изузетак су само нека Краузеова телашца за хладно.